# Gizela Grimaldi
Gizela, księżna Monako (Ghislaine Marie Francoise Dommanget, ur. 13 października 1900 w Reims, zm. 30 kwietnia 1991 w Neuilly-sur-Seine), członkini monakijskiej rodziny książęcej, od 25 lipca 1946 do 9 maja 1949 księżna Monako jako żona księcia Ludwika II; francuska aktorka.

## Powiązania rodzinne
Gizela urodziła się 13 października 1900 w Reims we Francji.
Jej rodzicami byli Robert Józef Dommanget i jego małżonka, Maria Ludwika z domu Meunier.

## Kariera aktorska
Z pomocą Sarah Bernhardt zaczęła swoją karierę aktorską w Teatrze Déjazet w Paryżu, gdzie występowała pod pseudonimem Ghislaine w sztuce Tire au flanc. W 1923 uczestniczyła w pogrzebie Bernhardt i wrzuciła do grobu złoty pierścionek, obiecując poświęcić się grze w produkcjach komediowych. Współpracowała z Teatrem de l’Odéon w Paryżu.
Wystąpiła w dwóch filmach fabularnych: La 13e enquête de Grey w 1937 i La 3e dalle w 1941 roku.

## Życie prywatne
17 lipca 1923 roku w Paryżu poślubiła o wiele lat starszego od niej Pawła Diey. Małżeństwo zakończyło się z chwilą śmierci mężczyzny w 1931 roku.
Następnie Diey była w relacji z francuskim aktorem Andrzejem Brulé. W 1934 roku urodził się syn pary, Jan Gabriel Brulé.
W czasie podróży do Monako w 1942 roku poznała Ludwika II, księcia Monako. 72-letni władca panujący w księstwie pozostawał w stanie kawalerskim, a jego następczynią była jego jedyna, nieślubna córka Charlotte, księżna Valentinois. W 1944 roku Charlotte zrzekła się praw do tronu na rzecz swojego syna, Rainiera.
Francuska aktorka zauroczyła księcia Ludwika. Cywilna ceremonia ich ślubu miała miejsce 24 lipca 1946 roku, a trzy dni później odbyły się uroczystości religijne. Gizela uzyskała tytuł Jej Książęcej Wysokości Księżnej Monako i została najwyżej postawioną kobietą w księstwie.

## Księżna Monako
Dzieci i wnuki księcia Ludwika nie akceptowały jego nowej wybranki, podając jako powód trzydziestoletnią różnicę wieku pomiędzy nimi. Gizela przeprowadziła się do Monako, gdzie pełniła obowiązki pierwszej damy.
W marcu 1947 uczestniczyła w oficjalnej wizycie Gustawa V, króla Szwecji do Księstwa Monako.
Trwające trzy lata małżeństwo z Ludwikiem zakończyło się w dniu jego śmierci 9 maja 1949. Na monakijskim tronie zasiadł jego wnuk, książę Rainier III. Książę zapisał w spadku swojej żonie połowę swoich posiadłości, ale testament został podważony przez Rainiera i jego siostrę Antoinette. Ostatecznie Gizela otrzymała swoją biżuterię, kilka innych podarunków i zachowała prawo do użytkowania kilku pokojów w Pałacu Książęcym. Przez pewien czas rząd monakijski wypłacał jej niewielką miesięczną pensję.
Księżna-wdowa Monako przeprowadziła się do Paryża.
W 1956 roku była gościem ceremonii zaślubin Rainiera III z Grace Kelly i zaprzyjaźniła się z byłą amerykańską aktorką, która czyniła starania, by ponownie włączyć przybraną babkę męża do rodziny. Francuzka zaczęła bywać w Monako, pod warunkiem nie używania przez nią tytułu księżnej Monako. Wystąpiła w trzech przedstawieniach w księstwie: Ms. April w 1958, L'Aiglon w 1959 i Pea Flower w 1960.
W Paryżu napisała książkę Sois princesse... dit-il (Bądź księżną... on powiedział), którą zadedykowała księżnej Grace.
Uczestniczyła w obchodach srebrnego jubileuszu panowania księcia Rainiera w 1974 i w pogrzebie księżnej Grace w 1982 (była to jej ostatnia wizyta w księstwie). Po tym wydarzeniu ponownie formalnie była najwyżej postawioną kobietą w państwie.
Dopiero w 2011 roku kolejną osobą, która otrzymała tytuł księżnej Monako, została Charlene Wittstock, żona księcia Alberta II.

## Śmierć i pogrzeb

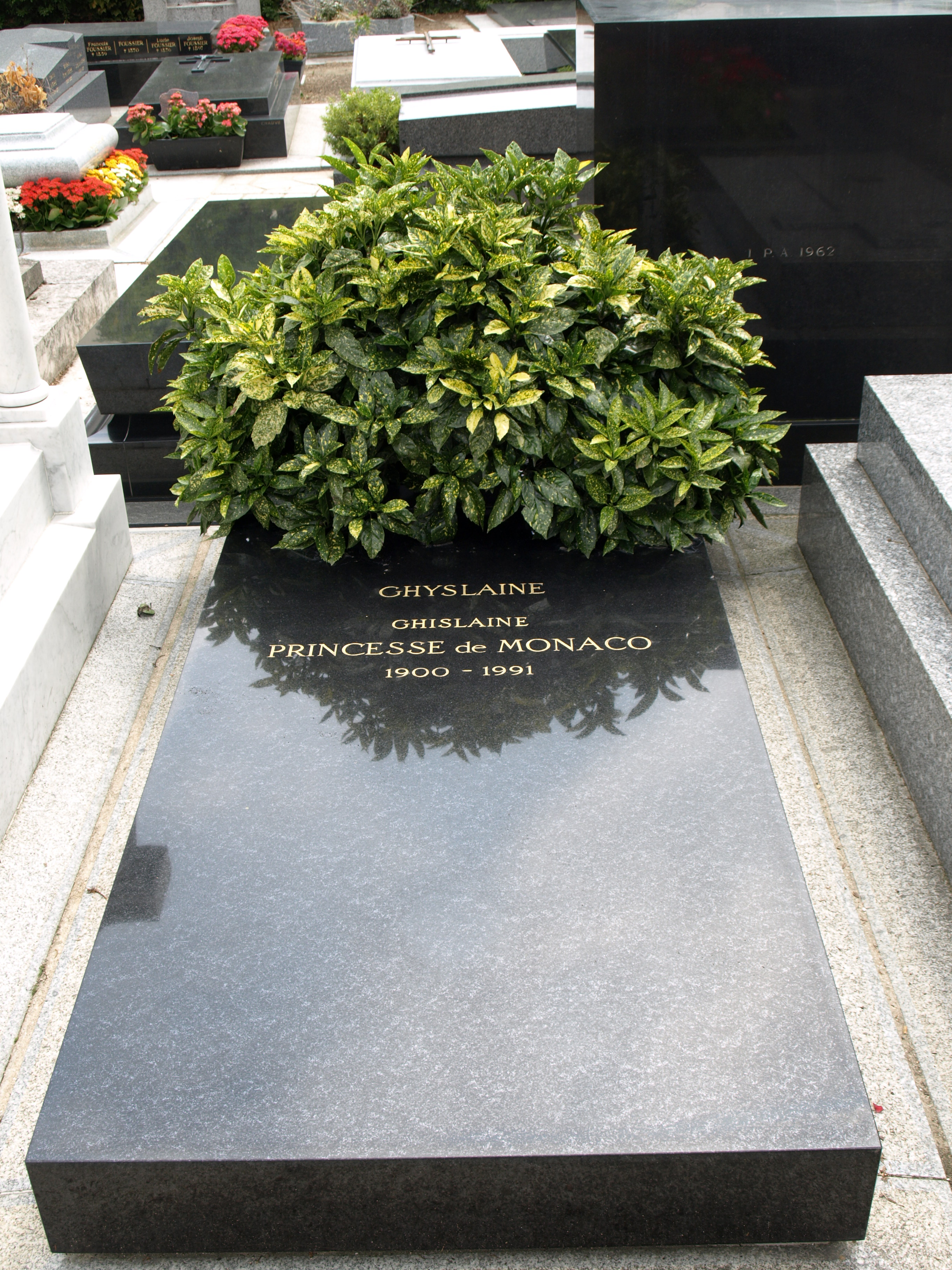
Grób księżnej Gizeli na cmentarzu Passy

Księżna-wdowa Monako zmarła w wieku 91 lat, dnia 30 kwietnia 1991 w Neuilly-sur-Seine. Została pochowana na cmentarzu Passy w Paryżu.

## Tytuły
| Od                   | do               | Tytuł                                      |
| 13 października 1900 | 17 lipca 1923    | panna Gizela Dommanget                     |
| 17 lipca 1923        | 24 lipca 1946    | pani Gizela Diey                           |
| 24 lipca 1946        | 9 maja 1949      | Jej Książęca Wysokość Księżna Monako       |
| 9 maja 1949          | 30 kwietnia 1991 | Jej Książęca Wysokość Księżna-Wdowa Monako |